# Ammonitida
Ordre
Les Ammonitida ou ammonites « vraies », sont des mollusques céphalopodes marins aujourd’hui éteints qui constituent un ordre de la sous-classe des Ammonoidea.

## Description
Les Ammonitida représentent les céphalopodes les plus évolués parmi les ammonoïdés (Ammonoidea). Les  Ammonitida se différencient des autres ammonoïdés des ordres précédents (goniatites, cératites…) par la forme des lignes de sutures qui séparent leurs loges internes qui referment leur gaz de ballastage. Ces lignes de sutures sont très découpées en petits lobes, elles sont dites « persillées » par opposition aux lobes simples des cératites, ou en zigzag des goniatites.

## Âge
Les Ammonitida sont apparues à la fin du système du Trias pour se développer pleinement au cours des deux systèmes suivants : le Jurassique et le Crétacé,.
Elles disparaissent à la fin de ce dernier système lors de l’extinction du Crétacé, en même temps que les dinosaures, il y a 66 millions d’années.

## Taxonomie

### Ambiguïté du terme «ammonite»
Si le terme « ammonite » est plutôt utilisé pour désigner les Ammonitida, il peut être également employé, dans une acception plus large, pour parler des Ammonoidea en général.
Pour cette raison, le terme « ammonite » n’a pas de valeur taxonomique.

### Liste des sous-ordres
L’ordre des Ammonitida est subdivisé en quatre sous-ordres :
- Ammonitina  ;
- Phylloceratina  ;
- Lytoceratina ;
- Ancyloceratina, lequel est parfois rattaché aux Lytoceratina.

Les Ammonitida sont apparues à la fin du Trias. Elles sont les descendantes des cératidés qui ont dominé le Permien et le Trias. À partir de la base du Jurassique, les premières Ammonitida (Phylloceratina et Lytoceratina) ont donné naissance aux ammonites du sous-ordre des Ammonitina qui sont strictement d’âge jurassique et crétacé.

### Liste des super-familles et familles
Les différents taxons sont présentés ici par ordre alphabétique. Aucune information stratigraphique ou phylogénétique ne peut en être déduite.
- sous-ordre Ammonitina
  - super-famille Acanthoceratoidea ou Acanthocerataceae
    - famille Acanthoceratidae
    - famille Brancoceratidae
    - famille Coilopoceratidae
    - famille Collignoniceratidae
    - famille Flickiidae
    - famille Forbesiceratidae
    - famille Leymeriellidae
    - famille Libycoceratidae
    - famille Lyelliceratidae
    - famille Pseudotissotiidae
    - famille Sphenodiscidae
    - famille Vascoceratidae

  - super-famille Endemoceratoidea
    - famille Endemoceratidae
    - famille Neocomitidae
    - famille Pulchelliidae

  - super-famille Eoderoceratoidea
    - famille Amaltheidae
    - famille Dactylioceratidae
    - famille Eoderoceratidae
    - famille Liparoceratidae
    - famille Polymorphitidae

- - super-famille Haploceratoidea ou Haplocerataceae
    - famille Haploceratidae
    - famille Oppeliidae

  - super-famille Hildoceratoidea
    - famille Hildoceratidae

  - super-famille Hoplitoidea
    - famille Engonoceratidae
    - famille Hoplitidae
    - famille Placenticeratidae
    - famille Schloenbachiidae

  - super-famille Perisphinctoidea
    - famille Aspidoceratidae
    - famille Berriasellidae
    - famille Craspeditidae
    - famille Neocomitidae
    - famille Olcostephanidae
    - famille Parkinsoniidae
    - famille Perisphinctidae
    - famille Polyptychitidae
    - famille Reineckeidae
    - famille Tulitidae

  - super-famille Psiloceratoidea ou Psilocerataceae
    - famille Arietitidae
    - famille Echioceratidae
    - famille Oxynoticeratidae
    - famille Psiloceratidae
    - famille Schlotheimiidae

  - super-famille Stephanoceratoidea
    - famille Stephanoceratidae
- sous-ordre Ancyloceratina
  - super-famille Ancylocerataceae
    - famille Ancyloceratidae
    - famille Bochianitidae
    - famille Crioceratitidae
    - famille Heteroceratidae
    - famille Hemihoplitidae
    - famille Hamulinidae
    - famille Labeceratidae
    - famille Macroscaphitidae
    - famille Ptychoceratidae

  - super-famille Deshayesitaceae
    - famille Deshayesitidae
    - famille Parahoplitidae

  - super-famille Douvilleicerataceae
    - famille Douvilleiceratidae

  - super-famille Scaphitaceae
    - famille Scaphitidae

  - super-famille Turrilitaceae
    - famille Anisoceratidae
    - famille Baculitidae
    - famille Diplomoceratidae
    - famille Hamitidae
    - famille Nostoceratidae
    - famille Turrilitidae
- sous-ordre Phylloceratina
  - super-famille Phylloceratoidea
    - famille Phylloceratidae

  - super-famille Ussuritaceae
    - famille Discophyllitidae
    - famille Palaeophyllitidae
    - famille Ussuritidae
- sous-ordre Lytoceratina
  - super-famille Desmocerataceae
    - famille Aconeceratidae
    - famille Desmoceratidae
    - famille Pachydiscidae

  - super-famille Tetragonitaceae
    - famille Tetragonitidae